# Nale Boniface
Nale Boniface (sinh năm 1993) là một người đẹp Tanzania, được trao vương miện Hoa hậu Trái Đất Tanzania 2014. Cô đại diện cho đất nước của mình tham gia cuộc thi Hoa hậu Trái Đất 2014 và thay thế người chiến thắng Carolyne Bernard để tham gia thi đấu tại cuộc thi Hoa hậu Hoàn vũ 2014 tổ chức tại Doral, Florida.

## Giáo dục
Nale là một sinh viên ngành khoa học y tế tại Đại học Sức khỏe và Khoa học đồng minh Muhimbili và các tình nguyện viên - một nhà hoạt động thay đổi quyền lực tại Tanzania.

## Hoa hậu Hoàn vũ Tanzania 2014
Vào ngày 31 tháng 10 năm 2014, Nale giành giải nhì trong cuộc thu Hoa hậu Hoàn vũ Tanzania 2014 và được trao tặng danh hiệu Hoa hậu Trái Đất Tanzania 2014.

## Hoa hậu Trái Đất 2014
Nale đại diện cho Tanzania tham gia cuộc thi Hoa hậu Trái Đất 2014 tổ chức tại thành phố Quezon, Philippines vào ngày 28 tháng 11 năm 2014. Cô thi đấu với 83 thí sinh khác từ khắp nơi trên thế giới tại cuộc thi. Thật không may, cô đã thất bại trong Top 16.

## Hoa hậu Hoàn vũ 2014
Vào ngày 24 tháng 12 năm 2014, người chiến thắng chung cuộc của cuộc thu Hoa hậu Hoàn vũ Carolyne Bernard đã rút khỏi cuộc thi Hoa hậu Hoàn vũ 2014 sau một tai nạn bị gãy chân, ngăn cản cô có thể đi giày cao gót. Nale thi đấu tại sự kiện cuối cùng trong cuộc thi Hoa hậu Hoàn vũ 2014 và cô cũng không được xếp hạng trong cuộc thi này.